# Wilfried Pallhuber
Wilfried „Willi the kid“ Pallhuber (* 4. August 1967 in Niederrasen, Südtirol) ist ein ehemaliger italienischer Biathlet.
Bei den Olympischen Winterspielen 2006 in Turin nahm der Südtiroler zum fünften Mal an Olympischen Spielen teil.
Pallhuber hatte seinen größten Moment im Biathlonsport, als er 1997 im Sprint über 10 Kilometer Weltmeister wurde. 1993 gewann er bei den Biathlon-Weltmeisterschaften zusammen mit Johann Passler, Pieralberto Carrara und Andreas Zingerle die Goldmedaille mit der 4-mal-7,5-Kilometer-Staffel. Bei den ersten Sommerbiathlon-Weltmeisterschaften 1996 in Hochfilzen gewann er den Titel im Sprintrennen.
Am Ende der Saison 2006/07 beendete der Südtiroler seine Karriere mit dem Verfolgungsrennen im russischen Chanty-Mansijsk, bei dem er Platz 58 belegte.

## Bilanz im Weltcup
Die Tabelle zeigt alle Platzierungen (je nach Austragungsjahr einschließlich Olympische Spiele und Weltmeisterschaften).
- 1.–3. Platz: Anzahl der Podiumsplatzierungen
- Top 10: Anzahl der Platzierungen unter den ersten zehn (einschließlich Podium)
- Punkteränge: Anzahl der Platzierungen innerhalb der Punkteränge (einschließlich Podium und Top 10)
- Starts: Anzahl gelaufener Rennen in der jeweiligen Disziplin

| Platzierung                                   | Einzel | Sprint | Verfolgung | Massenstart | Staffel | Gesamt |
| --------------------------------------------- | ------ | ------ | ---------- | ----------- | ------- | ------ |
| 1. Platz                                      | 4      | 2      |            |             | 1       | 7      |
| 2. Platz                                      |        |        |            |             | 2       | 2      |
| 3. Platz                                      | 1      |        |            |             | 4       | 5      |
| Top 10                                        | 18     | 15     | 4          | 4           | 35      | 76     |
| Punkteränge                                   | 35     | 58     | 28         | 10          | 52      | 183    |
| Starts                                        | 71     | 132    | 60         | 10          | 52      | 325    |
| Stand: Daten möglicherweise nicht vollständig |        |        |            |             |         |        |